# ایالات فدرال میکرونزی در المپیک تابستانی ۲۰۲۴
کاروان المپیکی میکرونزی، یکی از کاروان‌های شرکت‌کننده در بازی‌های المپیک تابستانی ۲۰۲۴ بود. این دوره از بازی‌ها از ۲۶ ژوئیه تا ۱۱ اوت ۲۰۲۴ (۵ تا ۲۱ امرداد ۱۴۰۳ خورشیدی) به میزبانی پاریس، پایتخت فرانسه برگزار شد. این حضور هفتمین حضور کاروان میکرونزی در المپیک پس از نخستین حضور در المپیک ۲۰۰۰ بود. این کشور تاکنون موفق به کسب هیچ مدالی در المپیک نشده است.

## شرکت‌کنندگان
ورزشکاران این کاروان در دو رشته دو و میدانی و شنا به رقابت پرداختند.
| ورزش        | مردان | زنان | مجموع |
| ----------- | ----- | ---- | ----- |
| دو و میدانی | ۱     | ۰    | ۱     |
| شنا         | ۱     | ۱    | ۲     |
| مجموع       | ۲     | ۱    | ۳     |